# رستي داي
رستي داي (بالإنجليزية: Rusty Day)‏ هو مغني أمريكي، ولد في 29 ديسمبر 1945، وتوفي في 3 يونيو 1982.

## وصلات خارجية
- رستي داي على موقع ميوزك برينز (الإنجليزية)
- رستي داي على موقع ديسكوغز (الإنجليزية)